# Giovanni Andrea Mercurio
Giovanni Andrea Mercurio (Messina, 1518 - Roma, 2 de fevereiro de 1561) foi um cardeal do século XVII.

## Biografia
Nasceu em Messina em 1518. De oscuri, e poveri genitori (pais obscuros e pobres)
"... dotato di erudizione, e di abilità singolare nel comporre le epistole, e trascrivirle con ben formato, e nitido carattere..." (dotado de erudição e habilidade singular em redigir epístolas e transcrevê-las em muito bom formato, e caracteres claros). (Nenhuma informação educacional adicional encontrada)..
Trabalhou com o notário da arquidiocese de Messina; por causa de um incidente com o notário, decidiu ir para Roma ainda jovem. Entrou na corte do cardeal Giovanni Maria Ciocchi del Monte e foi seu minoribus secretarius ..
Clérigo de Messina..
Eleito arcebispo de Siponto (Manfredonia), em 20 de fevereiro de 1545. Consagrado, em 20 de setembro de 1545, 17º domingo depois de Pentecostes, na basílica patriarcal de Latrão, Roma, por Bernardo Bongiovanni, bispo de Camerino, auxiliado por Philo de Roverella, bispo de Ascoli Piceno, e por Jacques Coriesius, bispo de Vaison. Transferido para a sé metropolitana de Messina em 30 de maio de 1550..
Criado cardeal sacerdote no consistório de 20 de novembro de 1551; recebeu o chapéu vermelho e o título de S. Bárbara, 4 de dezembro de 1551. Optou pelo título de S. Ciriaco alle Terme, 18 de agosto de 1553. Participou do Conclave de abril de 1555, que elegeu o Papa Marcelo II. Participou do Conclave de maio de 1555, que elegeu o Papa Paulo IV. Participou do conclave de 1559, que elegeu o Papa Pio IV. Optou pelo título de S. Marcello, 19 de janeiro de 1560..
Morreu em Roma em 2 de fevereiro de 1561, às 14 horas, no Palácio Apostólico, Roma. Sepultado na igreja de S. Marcello, Roma.